# La Ramada de Malache
La Ramada de Malache es un caserío peruano ubicado en el distrito de Pacaipampa, perteneciente a la provincia de Ayabaca del departamento de Piura, al norte del Perú. 

## Ubicación
La Ramada de Malache se ubica al sur de la provincia de Ayabaca, en el distrito de Pacaipampa, en el departamento de Piura.

## Demografía
En 2017 La Ramada de Malache tenía una población de 349 habitantes.
| Gráfica de evolución demográfica de La Ramada de Malache entre 1993 y 2017 |
|                                                                            |
| Fuentes: Población 1993 y 2017                                             |